# Macaque de Yakushima
Macaca fuscata yakui
Espèce
Le Macaque de Yakushima, Macaca fuscata yakui, est une sous-espèce du Macaque japonais, endémique de l'île de Yaku-shima (préfecture de Kagoshima). En japonais, il est désigné sous les noms de yakushima-zaru (ヤクシマザル ; 屋久島猿) ou encore yakuzaru (ヤクザル).

## Description
Le Macaque de Yakushima mesure entre 45 et 60 cm de long, avec une queue de 5 à 10 cm et un poids de 6 à 13 kg. Comparé au Macaque japonais continental (M. f. fuscata), il est plus petit et trapu, avec des pattes avant et arrière noires. Son pelage est plus long, épais et clairsemé, de couleur grisâtre. Les jeunes individus ont un pelage encore plus sombre.  
Les mâles adultes présentent une caractéristique distinctive désignée localement sous le nom de momoware (桃割れ, « Pêche fendue »), une séparation des poils au sommet du crâne. Les femelles donnent naissance à un petit tous les deux ans, entre mars et mai. Les groupes comptent généralement moins de cinquante individus.
La distance génétique entre le Macaque japonais continental et le Macaque de Yakushima est plus de dix fois supérieure à la variation génétique régionale des macaques japonais. L'île de Yakushima marque la limite sud de la distribution de l'espèce. Une étude réalisée en 1999 estimait leur population entre 9 504 et 18 890 individus.

## Régime alimentaire
La nourriture des macaques de Yakushima varie en fonction de la température et de la disponibilité des ressources. La consommation de jeunes feuilles, de graines et de fleurs est influencée par leur disponibilité, tandis que celle des fruits, des feuilles matures et des graines tombées dépend davantage de la température. La consommation d'insectes est fortement corrélée à la température, probablement en raison de leur abondance saisonnière.

## Le Macaque de Yakushima et l'homme

### Conflits avec les humains
Historiquement, la déforestation et la reforestation avec des conifères sur Yakushima ont réduit les sources de nourriture des macaques. L'arrêt des activités humaines en montagne a également diminué la crainte des singes envers l'homme. Ces facteurs ont contribué à l'apparition de dégâts agricoles.
Les cultures locales de Ponkan et de Tankan sont fréquemment pillées par les singes. En réponse, 400 à 500 macaques étaient capturés et abattus chaque année. Aujourd'hui, l'utilisation de clôtures électriques autour des exploitations permet une cohabitation plus pacifique.

### Statut de conservation
Le ministère de l'Environnement japonais a classé le Macaque de Yakushima dans la catégorie des « espèces rares » en 1991 et « quasi menacées » en 1998. Cependant, en 2007, il a été retiré de la liste rouge en raison de l'augmentation de sa population.
Jusqu'aux années 1950, une population de macaques existait également sur l'île voisine de Tanegashima, mais elle s'est éteinte. On ignore si ces singes étaient des macaques de Yakushima ou des macaques de la sous-espèce continentale.